# Историјски архив Пожаревац
Историјски архив Пожаревац, основан 1948. године, представља установу културе која обавља делатност заштите архивске грађе као културне баштине од посебног друштвеног значаја на подручју Браничевског округа. Члан је Међународног архивског савета и Међународног института за архивска истраживања.

## Историјат
Историјски архив Пожаревац основан је, као Архивско средиште, 24. априла 1948. године, од стране тадашњег Градског народног одбора Пожаревац. Потом су суоснивачка права ове Установе прихватили и други органи управе Браничевског округа, чији су данашњи следбеници Општине Петровац на Млави, Кучево, Жагубица, Жабари, Голубац, Велико Градиште и Мало Црниће.
Своју рад архив је започео у неадекватним условима у делу зграда Гимназије и Музеја. Неопходност хитног решавања проблема са смештајем архивске грађе решаван је на најразличитије начине. Тако је архив 1953. године за смештај архивске грађе добио просторије Ликовног клуба, кафану, каменорезачку радњу, шупе, подруме, магацине, да би до краја 1963. године архивска грађа била распоређена на чак осам локација. Због алармантног стања у погледу смештаја архивске грађе, град Пожаревац као оснивач, доделио је архиву 1969. године неадекватну и руинирану зграду војне касарне површине 1003 m² (изграђене 1887. године). Како ни после педесет година од оснивања није пронађен начин да се архив и архивска грађа збрину на одговарајући начин, крајем 1996. године кренуло се у реализацију послова на реконструкцији и адаптацији зграде војне касарне у објекат архивског депоа. У периоду од 1996. до 1998. године извршена је делимична унутрашња адаптација и привођење намени просторија површине 350m², као и спољашњи радови на уређењу прилаза згради.
У периоду од 2001. до 2011. године изведени су радови на коначној реконструкцији и адаптацији објекта архивског депоа „Стара касарна — павиљон 4”, чиме је објекат добио репрезентативни изглед и постао културна и туристичка тачка града и округа. Од 2017. године у дворишном комплексу архива налази се изложба на отвореном. У самој згради отворена је стална изложба „Пожаревац на старим фотографијама” и „Стара и ретка књига 1752-1864”. Историјски архив Пожаревац нема никакав грађевински објекат или земљиште у својини. Управни (административни) део ове установе у култури смештен је у делу зграде Народног музеја Пожаревац, у улици др Воје Дулића број 10.
Називи установе кроз историју: 
- Архивско средиште 1948-1951
- Градска државна архива 1951-1955
- Архив Пожаревца 1955-1973
- Међуопштински историјски архив 1973-1992
- Историјски архив Пожаревац 1992-тренутно[3]

## Архивска грађа
Архивска грађа чува се у депоима архива, размештена у неколико група: управа и јавне службе, правосуђе, просветне, културне и научне установе, социјалне и здравствене установе, привреда и банкарство, друштвено-политичке организације, друштва и удружења, верске установе и организације, породични и лични фондови, збирке. 
У згради архивског депоа смештено је и трајно се чува 630 архивских фондова и збирки у количини од око 5000 дужних метара грађе, која обухвата временски период од 17. до 20. века. Архивски фондови и збирке категорисани су у две групе културних добара: културна добра од изузетног и културна добра од великог значаја. Најзначајнији архивски фонд је Начелство Среза Звишког Кучево, 1839-1944. и садржи податке о раду локалних, полицијских и судских власти, преписку о политичким приликама у срезу, потернице са личним описима, разне објаве, извештаје, упутства, лицитације, наредбе, облигације и финансијска документа. 
Најстарији документ који архив чува је пасош из 1791. године, а ту су и писма Књаза Милоша, документа о његовој абдикацији и његова наређења о начину склапања брака из 1817, берат турског султана, молба једне мајке упућена Томи Вучић Перишићу да јој запосли сина, обавештење да су Турци бомбардовали Београд 1862. и да грађани Шутулове баре (дела Пожаревца) траже да се сви Турци иселе из града 1869, одликовања које је доделио црногорски кнез Никола, сведочанства о жртвама Првог светског рата, потернице за Титом и Дражом, наредбе Крајскомандантуре из Другог светског рата, позив за прво гласање жена 1945, сведочанства о изградњи државе после ослобођења, затим Збирка старих и ретких књига међу којима је и рукопис из манастира Манасије с краја 17. века, Месецослов из 1777, Свештено Јеванђеље из 1843, Законик грађански за Књажество Србско из 1844...
Архив је преузео више фондова личности које су обележиле културни и политички живот Пожаревца 19. и 20. века. Посебно се издвајају фондови Павла Богдановића Душманића, Стојана Јовановића Рибарца, Јосифа Чечелског, Милана Дескашева, Коломана Бергмана, Александра Пурнова, Војислава Живковића. Највећи лични фонд у архиву је фонд Александра Саше Марковића.
У архиву се микрофилмују и дигитализују значајни архивски фондови и збирке у циљу заштите од ратних разарања, елементарних непогода и механичко-хемијских оштећења, као и у циљу замене тј. заштите оригинала од употребе. Збирка микрофилмова садржи 165.700 микрофилмских снимака оригинала и 225.700 диазо копија. Збирка дигитализоване грађе садржи 754.000 дигиталних записа.

## Библиотека
Библиотека Историјског архива Пожаревац располаже богатим и разноврсним књижним фондом од око 10.000 библиотечких јединица чији су текстови настали у периоду од 1650. до 2013. године. Спада у ред специјалних библиотека затвореног типа. Као културно добро од посебне важности издваја се „Фонд старе и ретке књиге 1752-1864”.

## Издавачка делатност
Вишедеценијски рад Историјског архива Пожаревац на прикупљању и обради архивске грађе резултирао је публиковањем значајне грађе за завичајну историју, традицију и културу. Установљене су едиције Историјског архива Пожаревац и то: 
- Посебна издања (2004. године)
- Изложбени каталози (2003. године)
- Научно-информативна средства о архивској грађи (2009. године)
- Зборници научних радова (2005. године)
- Зборници докумената (2011. године)
- Културна баштина (2004. године)
- Електронска издања и виртуелне изложбе (2007. године).

Часопис националног значаја „Записи - Годишњак Историјског архива Пожаревац” излази редовно од 2012. године. Од 2004. године објављено је 112 публикација од чега 40 књига, 28 каталога, 9 часописа, 18 електронских издања и 17 сетова архивских фотографија/разгледница.

## Изложбе
Историјски архив Пожаревац интензивније припрема и организује изложбе од 2003. године. У овом периоду реализовано је 106 архивских и архивско-музеолошких изложби. Поред тога, архив је припремио и 18 виртуелних изложби.
Сталне изложбене поставке:
- Два века војске у Браничеву
- Пожаревац на старим фотографијама
- Збирка постера изложби Историјског архива Пожаревац 2003-
- Занатство округа Пожаревачког (на отвореном)
- Мода у Пожаревцу 1880-1929 — сусрет Истока и Запада (на отвореном)

## Управници и директори
1. Др Игор Плетњев 1948-1949
2. Тодор Илић 1949-1952
3. Војислав Живковић 1952-1953
4. Лазар Димовић 1953-1954
5. Тихомир Николић 1954-1956
6. Радмила Динић 1956-1957
7. Надежда Кречов 1957-1958
8. Властимир Радивојевић 1958
9. Владимир Божиновић 1958-1959
10. Надежда Кречов 1959-1963
11. Јованка Николић 1963-1969
12. Предраг Јевремовић 1969-1996
13. Вукадин Јосић 1997-2001
14. Живорад Сарафиновић 2001-2003
15. Др Јасмина Николић 2003-